# Edward Taub
Edward Taub (né en 1931 à Brooklyn, New York) est un neuroscientifique du comportement, membre du corps enseignant de l'université d'Alabama à Birmingham.
Il est principalement connu pour son implication dans l'affaire de torture de singes dans le laboratoire de recherche de Silver Spring (Maryland) mais aussi pour être l'auteur d'avancées majeures dans le domaine de la neuroplasticité, pour avoir inventé et participé au développement de la thérapie par contrainte induite; une famille de techniques qui améliorent la récupération des personnes ayant subi des dégâts neurologiques à la suite d'un accident vasculaire cérébral.

## Torture de singes

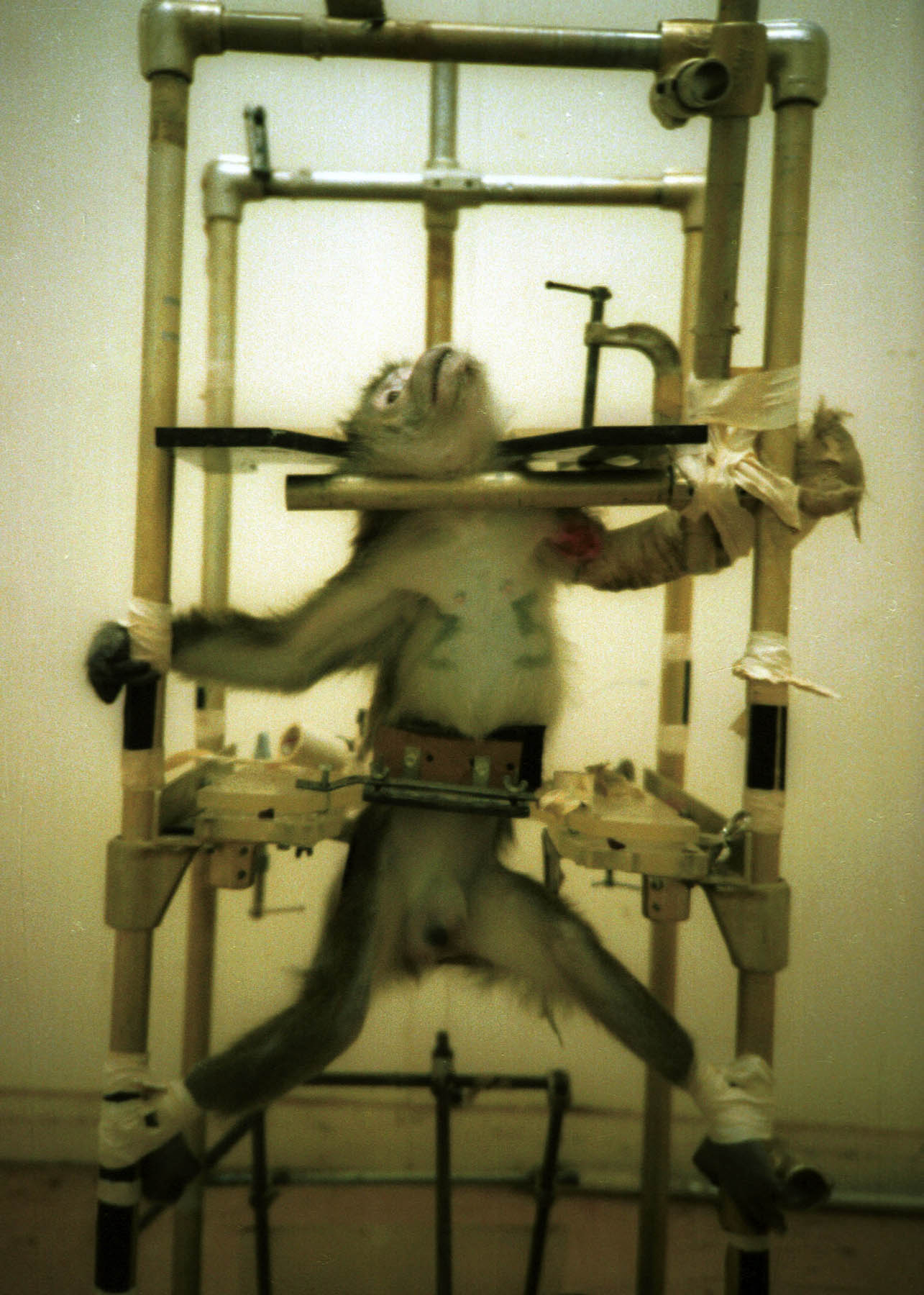
Maltraitance d’un singe, dans un laboratoire de recherche comportementale, en 1981.

Les études de Edward Taub incluaient des expérimentations animales, notamment sur dix-sept singes macaques vivant à l'Institut de recherche comportementale de Silver Spring, dans le Maryland. Ces singes, connus sous le nom de singes de Silver Spring, ont fait l'objet d'une protestation menée par Alex Pacheco du groupe de défense des droits des animaux PETA en 1981.
Edward Taub coupait des ganglions sensoriels qui fournissaient des nerfs aux doigts, aux mains, aux bras et aux jambes de 17 singes macaques - un processus connu sous le nom de "désafférentation" - afin que les singes ne puissent pas les sentir. (Certains d’entre eux avaient eu l’intégralité de leur colonne vertébrale désafférenté). Taub utilisait des moyens de contention et des chocs électriques pour forcer les singes à utiliser les membres qu’ils ne pouvaient pas sentir. Les recherches de Taub ont permis de découvrir que, motivés par une faim extrême ou par le désir d'éviter les chocs électriques, ils pourraient être amenés à utiliser leurs membres. Les recherches ont en partie permis de découvrir la neuroplasticité dans le système moteur des primates et une nouvelle thérapie pour les victimes d’ACV, appelée thérapie par le mouvement induite par contrainte, qui a permis de restaurer l’utilisation des membres affectés.
Après que Pacheco eut soumis ses allégations aux autorités, Edward Taub a été accusé de 119 chefs pour cruauté envers les animaux et pour avoir omis de fournir des soins vétérinaires adéquats. À la fin du premier procès, 113 des 119 accusations de cruauté ont été rejetées par le juge, en grande partie parce qu'un vétérinaire du ministère de l'Agriculture qui s'était rendu au laboratoire sans préavis avait témoigné qu'il n'avait pas trouvé les conditions décrites par Pacheco. Taub a été reconnu coupable de six infractions mineures pour défaut de soins vétérinaires adéquats et condamné à une amende de 3 500 $. Cinq des 6 infractions ont été rejetés lors d'un deuxième procès devant jury et l'accusation finale a été annulée par une cour d'appel, qui a conclu que la loi du Maryland sur la prévention de la cruauté envers les animaux n'avait jamais été conçue pour s'appliquer aux chercheurs.
Les National Institutes of Health ont ouvert leur propre enquête et ont suspendu le financement restant des expériences de Taub, soit plus de 200 000 $, en raison de violations des lignes directrices sur les soins aux animaux. Après que Taub a été disculpé par les tribunaux, soixante-sept sociétés professionnelles ont représenté Taub et les NIH ont annulé sa décision de ne pas le financer.